# Sarcotheca laxa
Sarcotheca laxa är en harsyreväxtart som först beskrevs av Henry Nicholas Ridley, och fick sitt nu gällande namn av Paul Erich Otto Wilhelm Knuth. Sarcotheca laxa ingår i släktet Sarcotheca och familjen harsyreväxter.

## Underarter
Arten delas in i följande underarter:
- S. l. brigittae
- S. l. hirsuta
- S. l. sericea